# Constantí I de Kakhètia
Constantí I fou sis mesos rei de Kakhètia el 1605. Nascut el 1567, era fill d'Alexandre II de Kakhètia. Va ser pres cap a Pèrsia com a ostatge i allí va fer-se musulmà. Governador de Xirvan del 1604 al 1605. Va tornar a Kakhètia i va assassinar son pare i son germà i es va proclamar rei (12 de març de 1605) però la noblesa no el va reconèixer en ser musulmà, i els nobles van demanar ajuda a Jordi de Kartli. Constantí fou derrotat i mort en una batalla el 9 Jumada 1013 (1605). El va succeir el seu nebot Teimuraz I.